# 16 км (зупинний пункт, Південна залізниця, Зміївський район)
16 кіломе́тр — залізничний пасажирський зупинний пункт Харківської дирекції Південної залізниці.
Розташований у селі Миргороди, Зміївський район, Харківської області на лінії Мерефа — Зміїв між станціями Зміїв (13 км) та Мож (9 км).
Станом на травень 2019 року щодоби дві пари приміських електропоїздів здійснюють перевезення за маршрутом Зміїв — Харків-Пасажирський.